# КК Пролетер Зрењанин
КК Пролетер Зрењанин је српски кошаркашки клуб из Зрењанина. Због спонзорског уговора са Нафтагасом клуб у свом називу носи име те компаније. Тренутно се такмичи у Другој лиги Србије, другом рангу такмичења.

## Историја
Кошаркашки клуб Пролетер је основан 1947. спајањем фискултурних друштава Железничар и Борац, а исте године је учествовао на завршном турниру првенства Југославије у Загребу, где је заузео четврто место.
Већ 1948. на завршном турниру првенства Југославије одржаном у Београду Пролетер је заузео друго место иза тада доминантне Црвене звезде. Исти резултат су поновили и 1952. на турниру у Зрењанину, као и 1955. када се играло по лига систему. Коначно 1956. Пролетер је освојио прву титулу првака Југославије, завршивши сезону као први испред љубљанске Олимпије. Следеће 1957. је Олимпија била боља па је Пролетер завршио на другом месту. Наредне три сезоне Пролетер се борио за опстанак и 1960. као деветопласирани испао из Прве савезне лиге. Пролетер се у Прву лигу вратио 1963. и сезону је завршио на последњем десетом месту и испао у нижи ранг, а то је била и последња сезона Пролетера у Првој лиги Југославије. У Првој лиги Пролетер је одиграо укупно 14 сезона и заузима четрнаесто место на вечној табели Прве савезне лиге.
Све до 2009. Пролетер је играо у нижим лигама, већином у другом рангу такмичења. У сезони 2008/09. је као првак Прве Б лиге Србије обезбедио пласман у Кошаркашку лигу Србије. Прву сезону 2009/10. је завршио на петом месту и био је близу пласмана у Суперлигу. Наредну сезоне 2010/11. је заузео дванаесто месту, само једно место изнад зоне испадања, док је већ у сезони 2011/12. био последњепласирани и након три сезоне испао у Другу лигу.

## Успеси
- Прва лига Југославије
  - Првак (1): 1956.
  - Други (4): 1948, 1952, 1955, 1957.
  - Трећи (1): 1954.

## Састав који је освојио титулу 1956.
- Екипа: Вилмош Лоци, Лајош Енглер, Душан Радојчић, Љубомир Катић, Милутин Миња, Ференц Курц, Ласло Рошивал, Александар Торњански, Јован Кифер, Ђура Бјелис, Бранимир Липовчевић, Анте Шепаревић, Павле Скобрин, Мирослав Милосављевић, Митар Сушић и Лајош Шифлиш[2]
- Тренер: Војислав Станков

## Познати бивши играчи
- Дејан Бодирога
- Лајош Енглер
- Лука Павићевић